# Dragan Zovko
Ne doit pas être confondu avec Zdravko Zovko, entraîneur croate de handball.
Dragan Zovko, né le 29 juin 1961 à Jajce, est un entraîneur de handball franco-bosnien.

## Palmarès d'entraîneur
- Finaliste de la Coupe d’Europe de l'EHF en 1993
  - Demi-finaliste en 1994
- Vainqueur du Championnat de France de Division 2 (1) : 2006 (avec Vernon), 2011 (avec Créteil)
  - Vice-champion en 1997 (avec Villeurbanne
- Vainqueur du Championnat d'Asie junior (1) : 2013